# Грове, Уильям Роберт
Уильям Роберт Грове (также Гроув и Гров; англ. William Robert Grove; 11 июля 1811 — 1 августа 1896) — английский физик и химик. Изобрёл гальванический элемент, названный его именем (элемент Грове).

## Биография

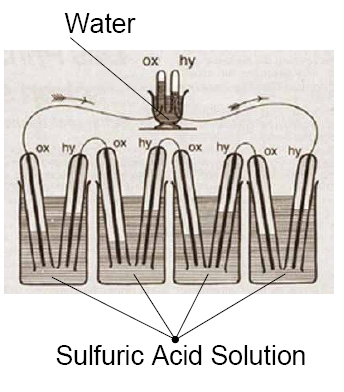
Схема одного из опытов Грове.

Высшее образование получил в Оксфордском университете. Продолжительная болезнь помешала сначала Грове следовать намеченной карьере юриста; он обратился к изучению электричества; в 1838 году он провёл опыт с измерением тока от первого прообраза топливного элемента.
Так же изобрёл гальванический элемент, названный позднее его именем (элемент Грове). Элемент состоял из цинкового и платинового электродов, помещённых в растворы, соответственно, разбавленной серной и концентрированной азотной кислот, разделённые пористой перегородкой.
В 1840 году был избран членом Лондонского королевского общества.
В 1840—1847 годах был профессором экспериментальной физики в лондонском институте. В 1842 году прочёл лекцию об успехах физики со времени открытия этого института. В этой лекции он впервые выдвинул учение о взаимной превращаемости различных сил природы, теплоты, электричества и т. д., как различного рода движений или как различных форм единой энергии (force). Развитие эти идеи получили в его книге «On correlation of Physical forces» («О соотношении физических сил»), явившейся результатом курса, прочитанного Грове в 1843 году. Эта книга имела большой успех и способствовала распространению новых физических идей, приведших к формулированию закона сохранения энергии в наиболее общей его форме.
В 1846 году Грове впервые продемонстрировал экспериментально явление электролитической диссоциации воды.
В 1847 году Грове получил медаль от Лондонского королевского общества за «накаливание при посредстве гальванического тока и разложение воды на газы, её составляющие, теплотою».
Многочисленные статьи Грове в Transactions of Royal Society и в Philosophical Magazine были посвящены различным способам получения гальванического тока, действия электрического разряда и гальванического тока, приложения дагерротипии к изучению электрических явлений; уже в 1850-х годах Грове предлагал пользоваться свечением накаленных током проволок для освещения шахт и рудников.
С 1853 года Грове принимает участие в политической жизни Англии. В течение нескольких лет он был лидером избирательных округов Южного Уэльса и Честера.
В 1866 году на съезде в Ноттингеме Грове был избран президентом Британской ассоциации наук, причём предметом своей речи он избрал «Непрерывность естественных явлений»; он доказывал, что изменения в неорганическом мире, развитие организованных существ и прогресс человеческих знаний являются результатом весьма малых и постепенных изменений.
Возведённый в дворянское достоинство в 1872 году, Грове занимал высшие судейские должности. В 1887 году он устранился от служебной деятельности, получив почётное звание члена тайного совета.

## Память
В 1935 году Международный астрономический союз присвоил имя Уильяма Роберта Грове кратеру на видимой стороне Луны.